# Oquawka (Illinois)
Oquawka es una villa ubicada en el condado de Henderson en el estado estadounidense de Illinois. En el Censo de 2010 tenía una población de 1371 habitantes y una densidad poblacional de 285,05 personas por km².

## Geografía
Oquawka se encuentra ubicada en las coordenadas 40°56′15″N 90°56′58″O / 40.93750, -90.94944. Según la Oficina del Censo de los Estados Unidos, Oquawka tiene una superficie total de 4.81 km², de la cual 3.8 km² corresponden a tierra firme y (20.95%) 1.01 km² es agua.

## Demografía
Según el censo de 2010, había 1371 personas residiendo en Oquawka. La densidad de población era de 285,05 hab./km². De los 1371 habitantes, Oquawka estaba compuesto por el 98.61% blancos, el 0.07% eran afroamericanos, el 0.36% eran amerindios, el 0.15% eran asiáticos, el 0% eran isleños del Pacífico, el 0.07% eran de otras razas y el 0.73% pertenecían a dos o más razas. Del total de la población el 1.46% eran hispanos o latinos de cualquier raza.